# 阿德南·加希
阿德南·加希（阿拉伯语：عدنان الغاشي，1946年—1978年或1979年）是一名巴勒斯坦激進分子，也是在1972年夏季奧運會期間入侵慕尼黑奧運村以色列宿舍的八名黑色九月組織恐怖分子之一。該組織在最初的攻擊中殺害了以色列摔跤教練摩西·溫伯格和舉重選手約瑟夫·羅曼，之後又挾持了九名以色列奧運代表團成員。他是同樣參與慕尼黑行動的賈馬爾·加希的叔叔。

## 早年生活
加希曾是利比亞的黎波里大學護理系的學生，並曾贏得獎學金到貝魯特美國大學攻讀化學。與一些組織成員不同，他與德國沒有任何關係，但被作者賽門·李維稱為「足智多謀、可靠且盡忠職守」。

## 慕尼黑慘案
雖然加希是參與襲擊慕尼黑奧運村以色列代表團宿舍的八名恐怖分子之一，但與其他一些恐怖分子不同的是，他在當天事件的任何片段中都不容易辨認。賽門·李維在他的著作《九月的某一天》（One Day in September）中提到，加希是用直升機機槍射殺以色列人質的恐怖分子。在菲爾斯滕費爾德布魯克空軍基地的槍戰之後，他和他的侄子賈馬爾·加希以及穆罕默德·薩法迪一起被抓。

## 後續
加希、他的侄子賈馬爾·加希和穆罕默德·薩法迪在七週半後於1972年10月29日獲釋，當時從大馬士革飛往法蘭克福的漢莎航空615號班機被阿拉伯恐怖分子劫持。劫機者要求釋放三名倖存的恐怖分子，否則就炸毀飛機。西德政府在未與以色列政府協商的情況下，默許了他們的要求。
三名倖存的恐怖分子從德國獲釋後不久，在的黎波里召開記者會，一名英國記者問阿德南·加希，他是否親自向以色列人開槍。加希用英文回答：
加希：我是否殺了以色列人並不重要。
記者：但以色列人質手無寸鐵，你有沒有親自開槍射擊他們？
加希：他們是手無寸鐵，但我們必須知道以色列是我們的敵人，以色列是我們的敵人……所以我們必須殺死以色列人，因為……（因發言人插話而中斷）

## 逝世
加希的死因仍不確定。2000年紀錄片《九月的某一天》指出，以色列摩薩德暗殺小組殺死了他和薩法迪。然而，在亞倫·J·克萊因的著作《Striking Back: The 1972 Munich Olympics Massacre》中，他指出摩薩德報告加希是在1978年至1979年間的某個時候，因遺傳性心臟病而在杜拜自然死亡。
然而可以推測到了2000年，隨著賽門·李維的書出版，加希已經去世，因為他的妻子用過去式來描述他。

## 大眾文化
加希由法國摩洛哥演員卡里姆·賽義迪（Karim Saidi）在2005年電影《慕尼黑》中飾演。